# Coon Rapids (Minnesota)
Coon Rapids is een plaats (city) in de Amerikaanse staat Minnesota, en valt bestuurlijk gezien onder Anoka County.

## Demografie
Bij de volkstelling in 2000 werd het aantal inwoners vastgesteld op 61.607.
In 2006 is het aantal inwoners door het United States Census Bureau geschat op 62.207, een stijging van 600 (1.0%).

## Geografie
Volgens het United States Census Bureau beslaat de plaats een oppervlakte van
60,4 km², waarvan 58,7 km² land en 1,7 km² water. Coon Rapids ligt op ongeveer 274 m boven zeeniveau.

## Plaatsen in de nabije omgeving
De onderstaande figuur toont nabijgelegen plaatsen in een straal van 8 km rond Coon Rapids.

## Geboren
- Gretchen Carlson (1966), televisiejournaliste
- Jared Berggren (1990), basketballer